# Алберт Вайт (велогонщик)
Алберт Вайт (англ. Albert White, 19 лютого 1890 — 1 березня 1965) — британський велогонщик.
Срібний призер Олімпійських Ігор 1920 року в командній гонці переслідування.